# Julija Bitschyk

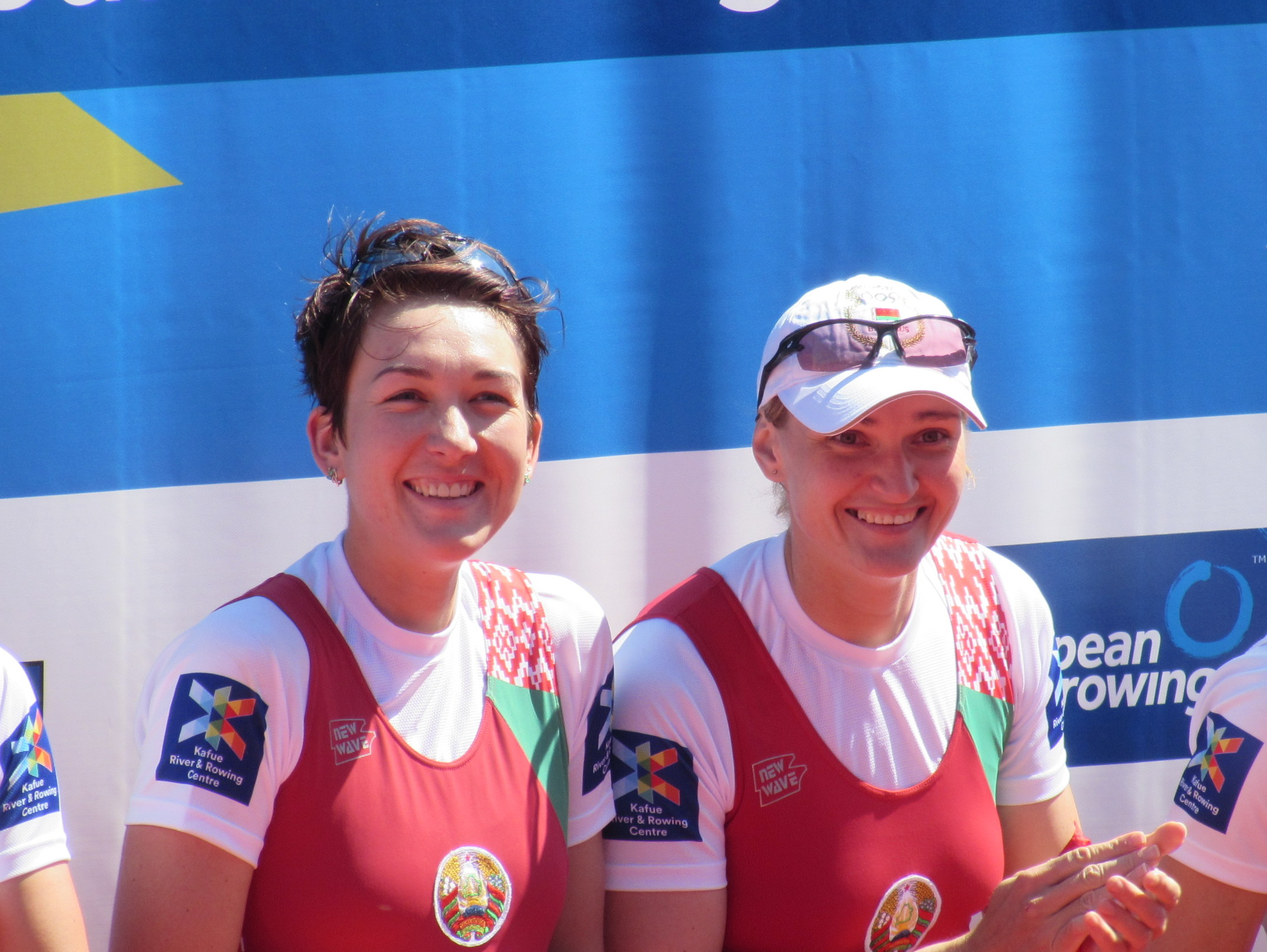
Tatjana Kuchta (links) und Julija Bitschyk bei der Ruder-EM 2016

Julija Waljanzinauna Bitschyk (belarussisch Юлія Валянцінаўна Бічык, russisch Юлия Валентиновна Бичик/Julia Walentinowna Bitschik; * 1. April 1983 in Minsk, Weißrussische Sozialistische Sowjetrepublik, Sowjetunion) ist eine belarussische Ruderin, die bei vier Olympiateilnahmen zwei Medaillen gewinnen konnte.

## Sportliche Karriere
Julija Bitschyk trat 1998 im Alter von fünfzehn Jahren erstmals im Ruder-Weltcup an und gewann in München die Regatta im Vierer ohne Steuerfrau. Bei den Weltmeisterschaften 1998 belegte sie mit dem weißrussischen Achter den fünften Platz. In der Weltcup-Saison 1999 gewann sie im belgischen Hazewinkel im Vierer ohne Steuerfrau ihr zweites Weltcuprennen. Im Alter von sechzehn Jahren und fast fünf Monaten trat sie bei den Weltmeisterschaften im kanadischen St. Catharines gleich in zwei Disziplinen an: Mit dem Achter belegte sie den siebten Platz, im Vierer ohne Steuerfrau gewann sie ihren ersten Weltmeister-Titel. 2000 gewann sie bei den Junioren-Weltmeisterschaften mit Marija Worona den Titel im Zweier ohne Steuerfrau. bei den Olympischen Spielen in Sydney belegte sie mit dem belarussischen Achter den vierten Platz. Bei den Junioren-Weltmeisterschaften 2001 gewann sie erneut zusammen mit Marija Worona im Zweier ohne Steuerfrau, mit dem Achter erhielt sie die Silbermedaille. Auch bei den Weltmeisterschaften in Luzern trat Julija Bitschyk in zwei Disziplinen an: im Zweier ohne Steuerfrau erhielt sie zusammen mit Wolha Trazeuskaja die Silbermedaille hinter den Rumäninnen Georgeta Andrunache und Viorica Susanu, mit dem Achter belegte sie den fünften Platz.
2002 rückte Natallja Helach zu Julija Bitschyk in den Zweier ohne Steuerfrau, die beiden gewannen bei den Weltmeisterschaften in Sevilla die Bronzemedaille hinter den Rumäninnen und dem kanadischen Duo, mit dem Achter belegten die beiden den fünften Platz. In den Weltcup-Regatten 2003 gewannen im Zweier einmal die Rumäninnen, einmal die Britinnen und einmal die Kanadierinnen, Bitschyk und Helach waren einmal Vierte und zweimal Zweite. Bei den Weltmeisterschaften in Mailand siegten die Britinnen vor den beiden Belarussinnen und den Rumäninnen. Zusätzlich trat Bitschyk bei den Weltmeisterschaften auch im Doppelvierer an und gewann hier hinter den Australierinnen ebenfalls eine Silbermedaille. In der Olympiasaison 2004 trat Bitschyk im Weltcup im Zweier ohne Steuerfrau und im Achter an, bei den Olympischen Spielen in Athen starteten Bitschyk und Helach im Zweier und gewannen die Bronzemedaille hinter den beiden rumänischen Weltmeisterinnen von 2002 und den britischen Weltmeisterinnen von 2003.
Bei den Weltmeisterschaften 2005 in Gifu startete Julija Bitschyk in drei Disziplinen: Im Zweier ohne Steuerfrau belegte sie mit Tamara Samachwalawa den fünften Platz, im Doppelzweier belegte sie mit Wolha Berasnjowa den neunten Platz. Alle zusammen erreichten mit dem Achter den siebten Platz. 2006 trat Bitschyk nur mit Wolha Berasnjowa im Doppelzweier an, bei den Weltmeisterschaften in Eton ruderten die beiden auf den sechsten Platz. 2007 kehrte Natallja Helach zurück und bildete mit Julija Bitschyk wieder den belarussischen Zweier ohne Steuerfrau. Bei den Weltmeisterschaften in München siegten die beiden vor dem deutschen Duo und den rumänischen Olympiasiegerinnen. Im Weltcup 2008 fuhren die beiden Belarussinnen einmal auf den fünften und einmal auf den siebten Platz. Bei den Weltmeisterschaften auf den nichtolympischen Strecken gewannen die beiden zusammen mit Hanna Nachajewa und Wolha Schtscharbatschenja im Vierer ohne Steuerfrau. Bei den Olympischen Spielen in Peking siegten die Rumäninnen Andrunache und Susanu vor einem chinesischen Zweier, Bitschyk und Helach erhielten wie 2004 die Bronzemedaille. Zum Saisonabschluss 2008 gewannen Helach und Bitschyk mit dem belarussischen Achter noch Europameisterschaftsbronze.
Nach einer Pause 2009 kehrte Julija Bitschyk 2010 zurück und belegte zusammen mit Tatjana Kuchta den vierten Platz im Doppelzweier bei den Europameisterschaften. 2011 trat Bitschyk im Weltcup mit Kuchta im Doppelzweier an, bei den Weltmeisterschaften in Bled startete sie mit Natallja Helach im Zweier ohne Steuerfrau, die beiden belegten aber nur den elften Platz. Zum Abschluss der Saison 2011 gewannen Bitschyk und Helach zwei Silbermedaillen bei den Europameisterschaften. 2012 versuchten Bitschyk und Helach in Luzern sich noch für die Olympischen Spiele in London zu qualifizieren, was weder im Zweier ohne Steuerfrau noch im Achter gelang. 2013 trat Bitschyk mit der elf Jahre älteren Kazjaryna Karsten im Doppelzweier an und gewann Bronze sowohl bei den Europameisterschaften als auch bei den Weltmeisterschaften. 2014 ruderte Bitschyk im Doppelvierer und gewann den Titel bei den Europameisterschaften. 2016 gewannen Bitschyk und Kuchta den Titel im Doppelzweier bei den Europameisterschaften, bei den Olympischen Spielen 2016 erreichten sie den achten Platz.

## Internationale Medaillen
(Olympische Spiele=OS; Weltmeisterschaften=WM; Europameisterschaften=EM)
- WM 1999: Gold im Vierer ohne Steuerfrau (Julija Bitschyk, Alena Mikulitsch, Wolha Trazeuskaja, Marina Snak)
- WM 2001: Silber im Zweier ohne Steuerfrau (Julija Bitschyk, Wolha Trazeuskaja)
- WM 2002: Bronze im Zweier ohne Steuerfrau (Julija Bitschyk, Natallja Helach)
- WM 2003: Silber im Zweier ohne Steuerfrau (Julija Bitschyk, Natallja Helach)
- WM 2003: Silber im Doppelvierer (Kazjaryna Karsten, Julija Bitschyk, Wolha Berasnjowa, Marija Worona)
- OS 2004: Bronze im Zweier ohne Steuerfrau (Julija Bitschyk, Natallja Helach)
- WM 2007: Gold im Zweier ohne Steuerfrau (Julija Bitschyk, Natallja Helach)
- WM 2008: Gold im Vierer ohne Steuerfrau (Hanna Nachajewa, Wolha Schtscharbatschenja, Natallja Helach, Julija Bitschyk)
- OS 2008: Bronze im Zweier ohne Steuerfrau (Julija Bitschyk, Natallja Helach)
- EM 2008: Bronze im Achter (Wolha Maros, Alissa Klimowitsch, Hanna Nachajewa, Kazjaryna Jarmolitsch, Natallja Helach, Wolha Schtscharbatschenja, Tatjana Kuchta, Julija Bitschyk und Steuerfrau Anastassija Kazjaschowa)
- EM 2011: Silber im Zweier ohne Steuerfrau (Julija Bitschyk, Natallja Helach)
- EM 2011: Silber im Achter (Jekaterina Schljupskaja, Marharyta Krechka, Wolha Berasnjowa, Natallja Helach, Hanna Nachajewa, Tatjana Kuchta, Julija Bitschyk, Anastassija Fadsejenka und Steuerfrau Jaraslawa Paulowitsch)
- EM 2013: Bronze im Doppelzweier (Kazjaryna Karsten, Julija Bitschyk)
- WM 2013: Bronze im Doppelzweier (Kazjaryna erina Karsten, Julija Bitschyk)
- EM 2014: Gold im Doppelvierer (Kazjaryna Karsten, Tatjana Kuchta, Julija Bitschyk, Jekaterina Schljupskaja)
- EM 2016: Gold im Doppelzweier (Tatjana Kuchta, Julija Bitschyk)